# The New Tomorrow
The New Tomorrow (El Nuevo Mañana) es una serie de televisión neozelandesa , es  el spin-off de la serie La Tribu. Fue producida durante el 2005 para un público más joven de entre 8-12 años tras la cancelación de su serie madre. Está disponible en el catálogo streaming de Amazon Prime Video España en VOSE.

## Argumento
Tras la aparición de un virus mortal, la población adulta muere y solamente sobreviven los niños. La mayoría de ellos forman tribus, con diferentes estilos y marcas tribales. Cada una de estas tribus sigue diversas filosofías que conducen a invariables conflictos.
Mientras que La Tribu se centró principalmente en jóvenes que sobrevivían en la ciudad, The New Tomorrow se centra en niños que viven el campo y en el bosque. Hay tres tribus principales en la serie: The Privileged (Los Privilegiados), The Ants (Las Hormigas), y The Barbs (Los Bárbaros). Al final de temporada también aparece una nueva tribu llamada The Birds (Los Pájaros).

## Personajes
| Personaje | Actor                 | Tribu                         | Temporada |
| Cass      | Paige Shand-Haami     | The Ants                      | 1         |
| Dan       | Rafe Custance         | The Ants                      | 1         |
| Erin      | Arthur Caughley       | The Barbs                     | 1         |
| Faygar    | Zoë Robins            | The Ants                      | 1         |
| Flame     | Cameron Wakefield     | The Privileged                | 1         |
| Gwyn      | Henrietta Steventon   | The Discards y The Privileged | 1         |
| Harmony   | Lara Custance         | The Privileged                | 1         |
| Jag       | Joshua Rippon         | The Barbs                     | 1         |
| Kwarli    | Thomas Steventon      | The Barbs                     | 1         |
| Leanne    | Katie Alexander       | The Barbs                     | 1         |
| Omar      | Trey Brown            | The Ants                      | 1         |
| Sal       | Abbey-May Wakefield   | The Ants                      | 1         |
| Shadow    | James Shaw            | The Warps                     | 1         |
| Sky       | Nick Fenton           | Ninguna                       | 1         |
| Zora      | Felicity Milovanovich | The Barbs                     | 1         |

## Tribus
The Privileged (Los Privilegiados)
Líder: Flame
Habitan en una gran presa de un río. Con los túneles y bóvedas subterráneas, están ocultos en su propio pequeño mundo. Algunos creen que Los Privilegiados invadieron la tierra y controlan las extrañas máquinas que se encuentran en el exterior.
The Barbs (Los Bárbaros)
Líder: Zora
Viven en rudimentarias cabañas y se abastecen de la tierra tomando sólo lo que necesitan. Controlan los ríos y los bosques, y están decididos a extender su imperio.
The Ants (Las Hormigas)
Líder: Faygar
Es la tribu más pacífica de todas. Viven en una granja situada en las montañas alejados de los demás. Sólo quieren vivir en paz y no entrar en conflicto con las otras tribus. Confían en que sus antepasados vendrán a salvarlos del nuevo mundo.
The Discarded (Los Desechados)
No son realmente una tribu, sino una banda de niños que han sido desterrados a vivir como campesinos. Su trabajo consiste en servir a a Los Privilegiados. Muchos son condenados a trabajar en las minas o vivir exclavizados en las plantaciones.
The Warps (Los Conspiradores)
Son el ejército de Los Privilegiados. Se encuentran en buena forma y son muy valerosos en las batallas.

## Conexión con La Tribu
- "The Ants" adoran a Bray, creen que es el antepasado que volverá para salvarlos.
- "The Ants" creen que Zoot es una fuerza del mal que vendrá para ponerlos a prueba.
- "The Ants" tienen fotografías del centro comercial donde vivían los Mallrats en La Tribu. Piensan que es un sitio espiritual. Sky, al parecer, conoce el Phoenix Mall.
- Ha habido muchísima especulación con que Sky y otros personajes de The New Tomorrow podrían ser los hijos de los personajes de La Tribu. Especialmente se piensa que Sky es realmente Bray hijo.
- Los personajes de Flame, Shadow, Harmony y Omar aparecían en los guiones de la 6ª Temporada de La Tribu, que por extrañas causas no se llegó a realizar.
- Cuando Sky descubre la cueva, menciona que ve "un barco alejándose y después una puerta". Esto podría referirse al final de la 5ª Temporada, cuándo los Mallrats abandonan la ciudad en un barco.
- En la cueva hay una pintura de dos bebés. Estos son Bray (hijo de Amber y Bray) y Brady (hija de Trudy y Zoot).

### Sitio oficial
- Web Oficial

### Sitios no oficiales
- The Tribe Spain

- Datos: Q471138